# Monster Beach
Monster Beach è una serie televisiva animata australiana del 2020, creata da Bruce Kane, Maurice Argiro e Patrick Crawley.
La serie viene trasmessa in Australia su Cartoon Network dall'11 aprile 2020. In Italia la serie viene trasmessa su Cartoon Network dal 5 luglio 2021.

## Trama
Jan e Dean decidono di trasferirsi all'Isola di Iki Iki per stare dallo zio Woody. Tuttavia scoprono che l'isola è infestata da mostri, che si riveleranno simpatici e con cui faranno amicizia. Incontrano quindi la ragazza zombie Widget, l'orco Brainfreeze, Soldato Perduto e infine Mutt, una creatura pelosa e bizzarra. Nel frattempo, Jan e Dean sorvegliano il Dott. Knutt, il cattivo abitante del posto che cerca costantemente di prendere il controllo dell'umanità.

## Episodi
| nº | Titolo originale          | Titolo italiano             | Prima TV USA      | Prima TV Italia   |
| -- | ------------------------- | --------------------------- | ----------------- | ----------------- |
| 1  | It Cone From Outer Space  | La guerra dei mostri        | 11 aprile 2020    | 12 luglio 2021    |
| 2  | Knutt Drops In            | Il ladro di onde            | 10 maggio 2020    | 26 luglio 2021    |
| 3  | Ghoul Vibrations          | La macchina truccata        | 12 aprile 2020    | 8 luglio 2021     |
| 4  | Frights Camera Action     | Terrore! Motore! Azione!    | 16 maggio 2020    | 27 luglio 2021    |
| 5  | Striking Bad              | Sciopero risoluto           | 2 maggio 2020     | 9 luglio 2021     |
| 6  | Doommates                 | Amicinquilini               | 18 aprile 2020    | 16 luglio 2021    |
| 7  | I Lava To Surf            | Surf sulla lava             | 18 aprile 2020    | 21 luglio 2021    |
| 8  | Tiki'D Off                | Nemici-amici                | 24 maggio 2020    | 13 luglio 2021    |
| 9  | Next To Dogliness         | Una puzza sospetta          | 9 maggio 2020     | 15 luglio 2021    |
| 10 | Termite Nation            | L'armata dei mutanti        | 17 maggio 2020    | 7 luglio 2021     |
| 11 | Gone Wishin               | Il genio della lampada      | 3 maggio 2020     | 19 luglio 2021    |
| 12 | Swampy Thing              | Un mostro in casa           | 12 aprile 2020    | 28 luglio 2021    |
| 13 | Lagoon Goons              | In via d'estinzione         | 11 aprile 2020    | 6 luglio 2021     |
| 14 | High Seas Hi Jinx         | Una tavola per due          | 23 maggio 2020    | 20 luglio 2021    |
| 15 | Widget Loses her Head     | Widget perde la testa       | 26 aprile 2020    | 5 luglio 2021     |
| 16 | Knutty And Nice           | Buone azioni                | 25 aprile 2020    | 14 luglio 2021    |
| 17 | Surf Power                | La potenza del surf         | 4 dicembre 2020   | 27 settembre 2021 |
| 18 | Treasure Hunters          | I cacciatori di tesori      | 22 agosto 2020    | 23 luglio 2021    |
| 19 | Bored Games               | La nave sott'acqua          | 29 agosto 2020    | 30 luglio 2021    |
| 20 | Talk to the Hand          | Mano diabolica              | 10 maggio 2020    | 10 settembre 2021 |
| 21 | The Back Nine             | Sfida all'ultima buca       | 10 dicembre 2020  | 29 settembre 2021 |
| 22 | Madge's Broken Mug        | La tazza di Madge           | 3 ottobre 2020    | 22 settembre 2021 |
| 23 | Switch Doctor             | Dottor Scambio              | 15 dicembre 2020  | 28 settembre 2021 |
| 24 | Micro Monsters            | Micro Mostri                | 5 giugno 2020     | 8 settembre 2021  |
| 25 | Monster Safari            | Safari mostruoso            | 1º dicembre 2020  | 30 settembre 2021 |
| 26 | Pet Rocked                | Un sasso da compagnia       | 1º dicembre 2020  | 13 settembre 2021 |
| 27 | Lost and Found Patrol     | Caos in spiaggia            | 8 dicembre 2020   | 24 settembre 2021 |
| 28 | Brain Thaw                | Il nuovo Brainfreeze        | 11 dicembre 2020  |                   |
| 29 | Fan Service               | Fan mostruoso               | 5 giugno 2020     | 14 settembre 2021 |
| 30 | Whale of a Problem        | La balena                   | 4 ottobre 2020    | 17 settembre 2021 |
| 31 | Euro So Talented          | La band di mostri           | 5 settembre 2020  | 6 settembre 2021  |
| 32 | Butterknutt Squash        | Alleanza ButterKnutt        | 15 maggio 2020    | 5 agosto 2021     |
| 33 | The Murmurrmen Boys       | Merluzzomen Boyz            | 2 dicembre 2020   | 29 settembre 2021 |
| 34 | Boo Plate Special         | Fantasmi                    | 5 giugno 2020     | 9 settembre 2021  |
| 35 | You've Been Served        | Torneo di pallavolo         | 6 ottobre 2020    | 20 settembre 2021 |
| 36 | Devil May Careful         | Pericolo estremo            | 20 settembre 2020 | 21 settembre 2021 |
| 37 | Monster Wrestling         | Wrestling Mostro Mania      | 10 maggio 2020    | 15 settembre 2021 |
| 38 | Jailhouse Mutt            | Evasione                    | 26 settembre 2020 | 7 settembre 2021  |
| 39 | Monster Make Over         | L'eredità di Madge          | 3 dicembre 2020   | 23 settembre 2021 |
| 40 | Three Monsters and a Tiki | 3 mostri e un Tiki          | 23 agosto 2020    | 29 luglio 2021    |
| 41 | Doctor BFF                | Dottor APP                  | 22 agosto 2020    | 22 luglio 2021    |
| 42 | Monster Nerd Out          | Una giornata da mostri nerd | 7 dicembre 2020   | 28 settembre 2021 |
| 43 | Short on Shorts           | I costumi rubati            | 10 maggio 2020    | 3 agosto 2021     |
| 44 | Where Wolf?               | Il segreto di Mutt          | 30 agosto 2020    | 2 agosto 2021     |
| 45 | Mayor or Mayor Not        | Il sindaco di Monster Beach | 9 dicembre 2020   | 16 settembre 2021 |
| 46 | Rain Damage               | I danni della pioggia       | 14 dicembre 2020  | 30 settembre 2021 |
| 47 | Teddle's Teddy            | Il mercatino                | 10 maggio 2020    | 4 agosto 2021     |
| 48 | Invisible Manny           | Un amico invisibile         | 16 dicembre 2020  | 1º ottobre 2021   |

## Personaggi e doppiatori

### Personaggi principali
- Jan, voce originale di Kazumi Evans e italiana di Valentina Pallavicino.
- Dean, voce originale di Elishia Perosa e italiana di Gabriele Patriarca.
- Zio Woody, voce originale di Garry Chalk e italiana di Andrea Lavagnino.
- Widget, voce originale di Kelly Sheridan e italiana di Chiara Oliviero.
- Brainfreeze, voce originale di Bill Newton e italiana di Gianluca Machelli.
- Soldato Perduto (in originale: Lost Patrol), voce originale di Brian Dobson e italiana di Dario Oppido.
- Mutt, voce originale di Rove McManus e italiana di Luigi Ferraro.
- Dott. Knutt, voce originale di Rove McManus e italiana di Massimo De Ambrosis.
- Mad Madge, voce originale di Patrick Crawley, italiana di Andrea Lavagnino.

## Distribuzione

### Trasmissione internazionale
- 11 aprile 2020 in Australia su Cartoon Network;
- 26 aprile 2021 in Francia su Cartoon Network;
- 5 luglio 2021 nel Regno Unito e Irlanda su Cartoon Network;
- 5 luglio 2021 in Italia su Cartoon Network;
- 9 agosto 2021 in Ungheria, Romania, Moldavia, Slovacchia, Repubblica Ceca su Cartoon Network;
- 9 agosto 2021 in Polonia su Cartoon Network;
- 9 agosto 2021 in Olanda su Cartoon Network